# 데카당스 37도 2분
"데카당스 37도 2분"은 한국에서 제작된 김정진 감독의 1992년 드라마, 에로 영화이다. 하유미 등이 주연으로 출연하였고 한상윤 등이 제작에 참여하였다.

## 출연

### 주연
- 하유미
- 김기석
- 김부선
- 조선묵
- 김유나
- 신민철

### 조연
- 이진형
- 김일우
- 김규화
- 한정국
- 정영국
- 박석재
- 박길현
- 김상균
- 정국진

## 기타
- 총지휘: 박태선
- 조명: 조길수
- 그립: 박석재
- 붐어시스턴트: 김병수